# Малая Именная
Малая Именная — река в Свердловской области России. Исток находится в 3 км на северо-запад от Хребта-Уральского. Устье — в 951 км по левому берегу реки Туры. Длина реки составляет 47 км.

## Данные водного реестра
По данным государственного водного реестра России, относится к Иртышскому бассейновому округу, водохозяйственный участок реки — Тура от истока до впадения реки Тагил, речной подбассейн реки — Тобол. Речной бассейн реки — Иртыш.
Код объекта в государственном водном реестре — 14010501212111200004398.

## Притоки
(расстояние от устья)
- 16 км: Чёрная (П)
- 34 км: Рудянка (Л)